# The Lady's Not for Burning

The Lady's Not for Burning est une pièce de théâtre de Christopher Fry parue en 1948.

## Liminaire
The Lady's Not for Burning est une comédie romantique en vers et en trois actes dont l'action se situe au Moyen Âge. La pièce reflète l'épuisement et le désespoir du monde après la Seconde Guerre mondiale, mettant en scène un soldat qui, las de la guerre, veut mourir, et une sorcière qui, accusée, veut vivre. Dans la forme, la pièce ressemble aux comédies pastorales de Shakespeare.

## Représentations
La première s'est déroulée à Londres en 1949 à l'Arts Theatre (en) et la pièce a été jouée dans ce club privé pendant deux semaines, avec en vedette Alec Clunes (en), qui était également directeur du théâtre.

## Adaptations
La pièce a été adaptée à la télévision à plusieurs reprises :
- 1950 : The Lady's Not for Burning, saison 1, épisode 11 de l'émission BBC Sunday-Night Theatre
- 1974 : The Lady's Not for Burning par Joseph Hardy, avec Richard Chamberlain et Eileen Atkins
- 1987 : The Lady's Not for Burning par Julian Amyes, avec Kenneth Branagh et Cherie Lunghi